# Університет Центральної Греції
Університет Центральної Греції (грец. Πανεπιστήμιο Στερεάς Ελλάδας) — державний університет міста Ламія, заснований указом Грецьким урядом в квітні 2003 року.
Першій набір студентів відбувся 2004 року на єдиний на той час факультет інформатики. Факультет економічного розвитку регіону засновано 2005 року. Університет має два студмістечка власне у Ламії та у Лівадії.

## Структура
- Факультет комп'ютерних наук та біомедичної інформатики
- Факультет економічного розвитку регіону